# Dermańsko-Ostrogski Park Narodowy
Dermańsko-Ostrogski Park Narodowy (ukr. Національний природний парк «Дермансько-Острозький» – trb. Nacionalnyj pryrodnyj park „Dermanśko-Ostroźkyj”) – park narodowy na Ukrainie, utworzony w 2009 roku, położony w rejonie rówieńskim (do 2020 roku w rejonach ostrogskim i zdołbunowskim) w obwodzie rówieńskim na zachodzie kraju. Jego siedziba znajduje się w Ostrogu.

## Położenie
Dermańsko-Ostrogski Park Narodowy znajduje się w zachodniej Ukrainie, w obwodzie rówieńskim. Pod względem fizycznogeograficznym środkowa, największa część parku, leży w Przełęczy Ostrogskiej będącej najwęższą częścią tzw. Polesia Małego, w dolinie rzeki Zbyteńki, która przepływa pomiędzy wzgórzami Pasma Mizockiego a Górami Krzemienieckimi. Niewielka, północno-wschodnia część parku narodowego znajduje się na terenie Wyżyny Wołyńskiej, zaś część południowa leży w obrębie Wyżyny Podolskiej.

## Charakterystyka

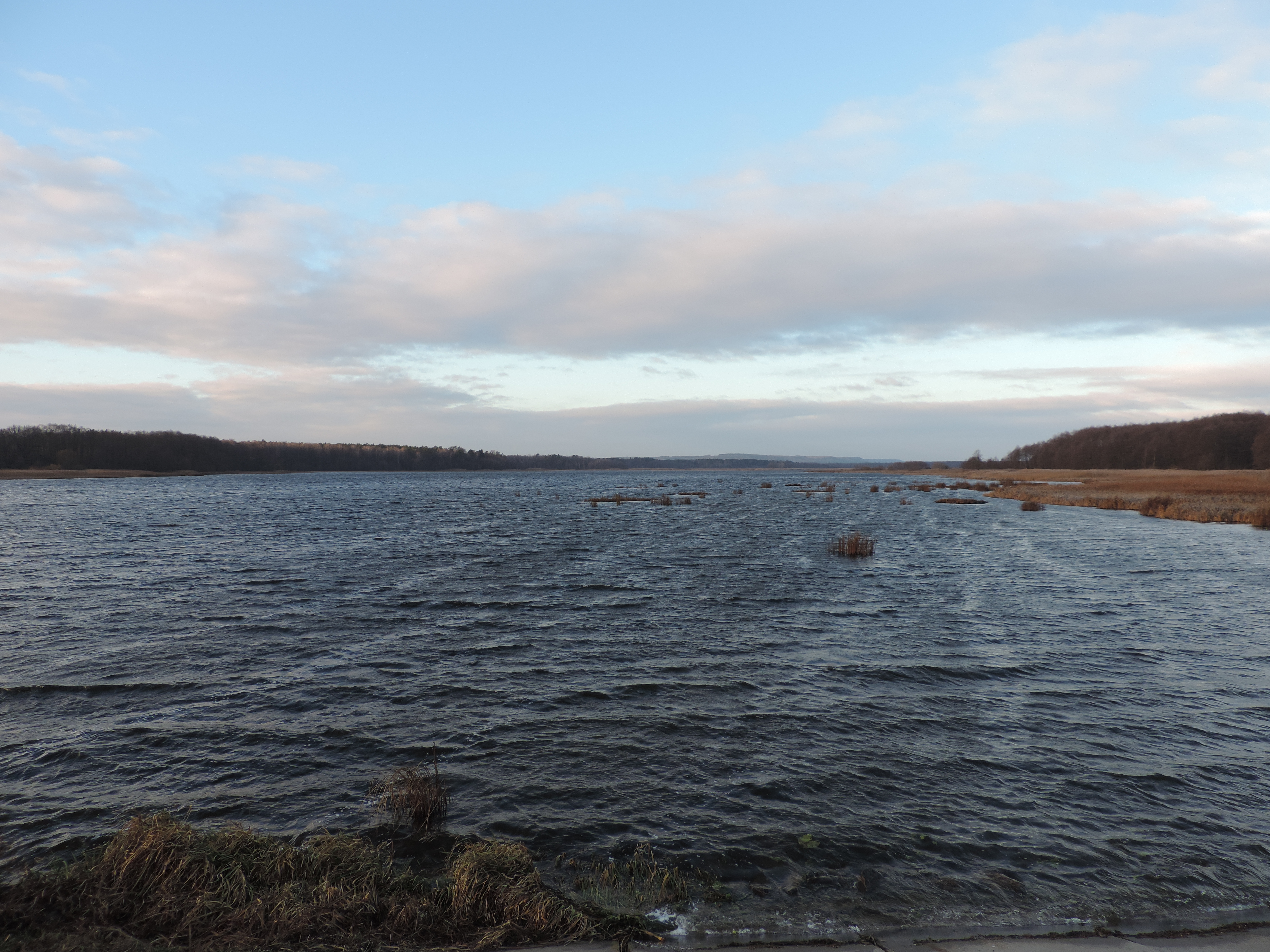
Zbiornik Nowomaliński (2015)

Obszar Dermańsko-Ostrogskiego Parku Narodowego stanowi niską równinę akumulacyjno-denudacyjną z płytkim podłożem krystalicznym pokrytym osadami aluwialnymi i fluwioglacjalnymi. Dominujące są gleby bielicowe, darniowo-węglanowe (rędziny) oraz gleby łąkowe i bagienne. Głównymi rzekami na obszarze parku są Zbyteńka (dł. 56 km) oraz jej dopływy – Buszczanka i Piszczanka. W jego granicach, w pobliżu wsi Nowomalin, znajduje się zbiornik Nowomaliński (ukr. Новомалинське водосховище – trb. Nowomałynśke wodoschowyszcze) o objętości ok. 3,46 mln m³ i powierzchni ok. 232 ha.
Teren parku charakteryzuje się klimatem umiarkowanym kontynentalnym (Dfb według klasyfikacji Köppena); lata są ciepłe i wilgotne, a zimy łagodne, pochmurne, z częstymi odwilżami. Średnia miesięczna temperatura w styczniu wynosi –4,5 °C, a w lipcu +18,5 °C.

## Historia
Dermańsko-Ostrogski Park Narodowy został utworzony 11 grudnia 2009 roku na mocy Dekretu Prezydenta Ukrainy nr 1039/2009 celem ochrony terenów cennych przyrodniczo oraz obiektów historycznych i kulturowych. Nowy park narodowy objął 18 istniejących wcześniej form ochrony przyrody, m.in. rezerwaty botaniczne „Buszczanśkyj”, „Uroczyszcze Bir”, „Bołoto Kruhlak” i „Zapława riczky Zbytynka”, rezerwat geologiczny „Mizoćkyj kriaż”, rezerwat leśny „Olchawa” czy rezerwat hydrologiczny „Zbytynśkyj”.

## Flora

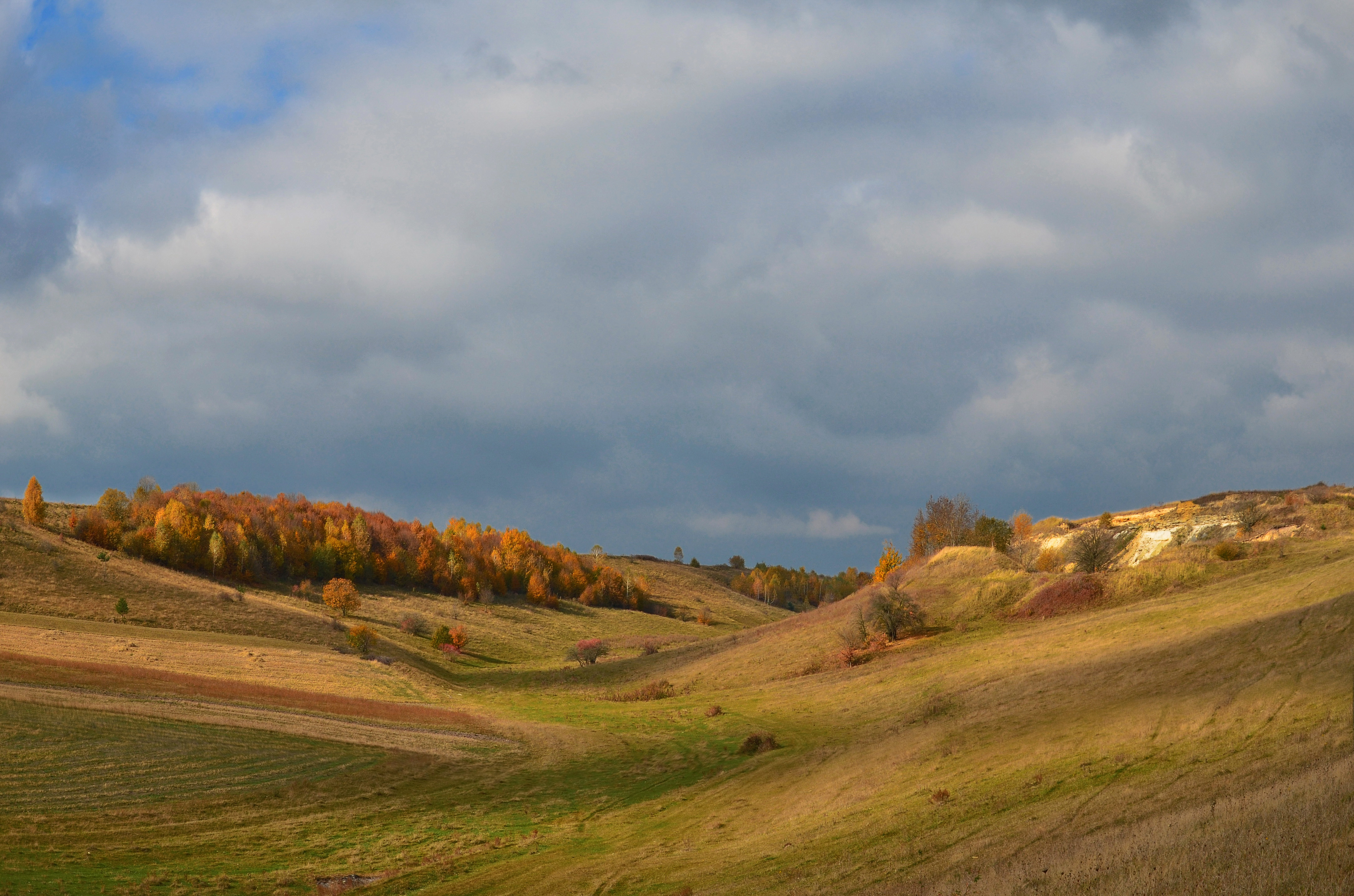
Okolice Buszczy jesienią (2014)

Teren parku narodowego porastają przede wszystkim lasy strefy umiarkowanej – lasy dębowe, grabowe, sosnowe i jesionowe, a także rzadsze fragmenty buczyn i świerczyn. Występuje tu również roślinność bagienna reprezentowana m.in. przez torfowisko Buszczańskie – bogate w gatunki oraz największe obszarowo na terenie parku – będące jednym z najbardziej wysuniętych na wschód torfowisk węglanowych Europy Środkowej. Według stanu z 1 stycznia 2022 roku na terenie Dermańsko-Ostrogskiego Parku Narodowego występują 733 gatunki roślin naczyniowych, 120 gatunków mszaków, 95 gatunków glonów oraz 164 gatunki grzybów. Gatunkami rzadkimi są m.in. wroniec widlasty i kolcowidłak jałowcowaty należące do widłaków, z rodziny storczykowatych – kukułka szerokolistna, kukułka Fuchsa i kukułka krwista, lipiennik Loesela, gółka długoostrogowa, podkolan zielonawy i podkolan biały, kruszczyk błotny, kruszczyk szerokolistny i kruszczyk rdzawoczerwony oraz buławnik wielkokwiatowy, buławnik mieczolistny i buławnik czerwony. Torfowiska oraz podmokłe olszyny porasta rzadka niebielistka trwała oraz języczka syberyjska, a także marzyca ruda, kłoć wiechowata, turzyca Davalla, turzyca dwupienna i turzyca Hosta oraz rośliny owadożerne – tłustosz pospolity, rosiczka pośrednia i rosiczka długolistna.

## Fauna

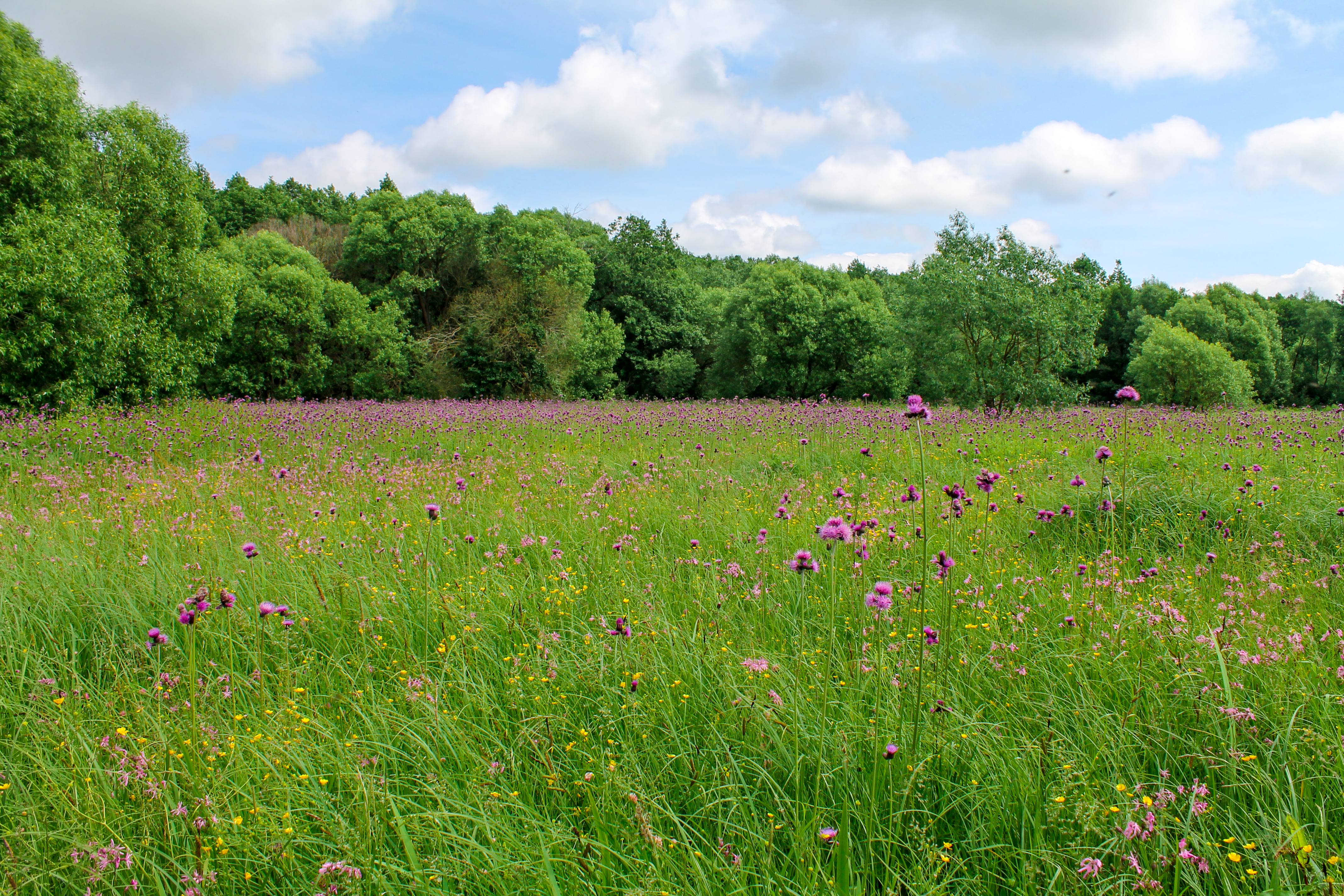
Rezerwat „Buszczanśkyj”, łąka w rozlewisku rzeki Zbyteńki (2013)

Według stanu z 1 stycznia 2022 roku fauna Dermańsko-Ostrogskiego Parku Narodowego obejmuje 707 gatunków bezkręgowców (w tym 681 gatunków owadów, 16 gatunków mięczaków i 9 gatunków pajęczaków) oraz 273 gatunki kręgowców (w tym 15 gatunków ryb, 12 gatunków płazów, 6 gatunków gadów, 179 gatunków ptaków i 61 gatunków ssaków). Ochroną objętych jest 256 gatunków zwierząt.
Do rzadkich gatunków bezkręgowców występujących na terenie parku należą m.in. jelonek rogacz, wonnica piżmówka, paź królowej, niepylak mnemozyna, mieniak tęczowiec, pawica gruszówka i lotnica zyska. Park jest obszarem lęgowym bociana czarnego i żurawia, a innymi rzadkimi ptakami tu występującymi są m.in. krakwa, uszatka błotna, gągoł, gadożer, raróg, sokół wędrowny czy srokosz. Na terenie Dermańsko-Ostrogskiego Parku Narodowego żyje 11 gatunków nietoperzy, w tym bliskie zagrożenia nocek łydkowłosy i nocek Bechsteina, zaś rzadkimi ssakami drapieżnymi są gronostaj europejski, wydra oaz tchórz zwyczajny.